# Pressure (canción de Martin Garrix)
«Pressure» es una canción grabada por el DJ y productor musical neerlandés Martin Garrix y publicada en colaboración con la artista sueca Tove Lo. Fue lanzada el 5 de febrero de 2021, producida por el sello STMPD RCRDS, del propio Garrix.

## Trasfondo y contenido
El 2 de febrero de 2021, Garrix publicó el concept artístico de la portada de Pressure en las cuentas de las redes sociales de STMPD RCRDS antes del lanzamiento de la canción, tres días después, el 5 de febrero. Según los artículos de muchos sitios web, la canción posee una melodía profunda que coincide con la voz "nerviosa" de Tove Lo.

## Posición en listas

### Listas semanales
| Listas (2021)                                     | Posición más alta |
| ------------------------------------------------- | ----------------- |
| Bélgica (Ultratop Flandes)                        | 16                |
| Eslovaquia (Singles Digitál Top 100)              | 48                |
| Estados Unidos (Dance/Electronic Songs-Billboard) | 10                |
| Global (excluyendo EE. UU.) (Billboard)           | 197               |
| Hungría (Mahasz)                                  | 32                |
| Lituania (AGATA)                                  | 33                |
| Nueva Zelanda (Recorded Music NZ)                 | 7                 |
| Países Bajos (Nederlandse Top 40)                 | 25                |
| Países Bajos (Nederlandse Top 100)                | 29                |
| Suecia (Sverigetopplistan)                        | 39                |
| Suiza (Schweizer Hitparade)                       | 91                |

### Lista anual
| Lista (2021)                                   | Posición más alta |
| ---------------------------------------------- | ----------------- |
| Estados Unidos (US Hot Dance/Electronic Songs) | 42                |